# Fender Musicmaster
Fender Musicmaster — це цільнокорпусна електрогітара від Fender. Це була перша учнівська модель гітари розміром 3/4 яку випустила компанія. Також у продаж була випущена модель "Musicmaster Bass". Такі музиканти, як Девід Бірн і Ліз Фейр, використовували Fender Musicmaster.

## Історія

### 1955–1963 роки
Розробка дизайну моделі Musicmaster та її варіанту Duo-Sonic з двома звукознімачами почалася наприкінці 1955 року після запиту від Fender Sales. Прототипи були виготовлені на початку 1956 року, за якими слідувала реклама, що анонсувала обидві моделі. Виробництво Musicmaster почалося наприкінці квітня того ж року з використанням корпусу, що був розроблений для Duo-Sonic (він був призначений для двох звукознімачів), який вийшов трохи більше ніж через два місяці. Duo-Sonic і Musicmaster також мали цільний кленовий гриф з довжиною мензури  22,5 дюйма та 21 ладом.
У 1959 ( рік, коли було оновлено весь каталог Fender ) відбувся серйозний редизайн цих двох гітар. У цей час Musicmaster і Duo-Sonic отримали пластиковий пікгард замість попереднього з анодованого алюмінію, а також кленовий гриф з палісандровою накладкою, що складався з двох частин.

### 1964–1982 роки
У 1964 році, після випуску гітари Fender Mustang, обидві моделі (Musicmaster і Duo-Sonic) були перероблені з використанням заготовлених деталей грифа та корпусу для Mustang.  Корпус Mustang був більшим за розміром і трохи зміщеним в бік, а також був оснащений пластиковим пікґардом. Регулятори гучності та тембру були розташовані на окремій металевій пластині, а голова грифу стала більшою. Усі три моделі продавались з 24-дюймовою довжиною мензури та 22-ладовим грифом або 22,5-дюймовою довжиною мензури та 21-ладовим грифом; 24-дюймова версія виявилася найпопулярнішою з цих опцій. Перероблений Musicmaster II і Duo-Sonic II проіснували до 1969 року, перш ніж обидві моделі були зняті з виробництва на користь більш розкішного Mustang і нового Fender Bronco.
Musicmaster у своєму другому втіленні все ще продавався до 1970-х років, однак використовував залишки деталей, поки запаси не закінчилися. У 1969 році Fender Swinger, особливо цікавий вторинний продукт, що зроблений з цього надлишку деталей, був створений з використанням апаратної начинки, електроніки, пікґардів та рідко замовляних 22,5-дюймових грифів від Musicmaster, але з модифікованим корпусом від Fender Bass V. Приблизно в цей же час було представлено Fender Maverick з подібним підходом у виготовленні, але із залишками корпусів і грифів від Electric XII та бриджами від Mustang.
Пізніше, у 70-х, Musicmaster у своєму третьому втіленні був перероблений з використанням корпусів та форм пікгарда від Bronco. Більші пікгарди охоплювали всю площину регуляторів гучності та тембру, що заощадило витрати на виробництво. Деякі моделі Musicmaster, особливо з 1978-го по 1980-й рік, були вкриті покриттям, яке негативно реагувало з основним шаром. Це призвело до того, що багато сучасних виживших моделей Musicmaster з того періоду страждають від відлущування фарби на корпусі.
Моделі Musicmaster, Bronco та Mustang випускалися до 1982 року, але потім були зняті з виробництва на користь нових моделей Fender Bullet.
У 2020 році Fender випустив спеціальну версію Musicmaster для музичної організації Шона Мендеса. Він має 2 звукознімачі: синл та гамбакер, що є ідентичним до Duo-Sonic 2020 року, за винятком конфігурації звукознімачів. На відміну від Duo Sonic, нековий звукознімач — це гамбакер, а сингл — бриджовий.

## Дивись також
- Fender Duo-Sonic
- Fender Mustang
- Fender Bronco
- Fender Swinger

## Зовнішні посилання
- Усередині попереднього виробництва Fender Musicmaster 1956 року
- Гітари Fender 3/4 Scale
- Маленьким братам виповнюється 50 років